# 丁廙
丁廙（？—220年），字敬礼，沛国（现安徽濉溪縣）人，汉末文学家，司隶校尉丁冲之子，建安中任黄门侍郎。与兄丁仪同为曹植亲信，卷入曹植与曹丕的世子之争，曹丕即魏王位后被夷三族。

## 生平
丁廙年紀輕輕就有才華，知識廣博，起初擔任曹操府內官職，建安中期任黄门侍郎，和曹植交好，支持他成为世子，並在曹操面前力贊曹植。曹丕即位之后被灭族。

## 影响
钱大昭《补续汉书艺文志》中有《丁廙集》2卷。